# Marco D'Arienzo
Marco D'Arienzo (Nápoles, 24 de abril de 1811 - ídem. 24 de abril de 1877) fue un libretista especializado en la ópera italiana.
Era funcionario del Estado, y se dedicó a la música de forma amateur, sus mejores libretos se inspiran en temas populares napolitanos. Fue profesor del Conservatorio de su ciudad natal y, además de  libretos para ópera, también escribió:
- L'introduzione del sistema tetracordale nella musica moderna (1878);
- Il melodramma delle origini a tutti il secolo XVIII (1892);
- Die Enstehung der Komischen Oper (1892);
- Un predecessore di Alessandro Scarlatti e lo stile madrigalesco (1892);
- Lo origini dell'Opera comica (1900);
- La musica in Napoli (1900).

Era tío del compositor Nicola D'Arienzo (1842-1915).